# Buellia marginulata
Buellia marginulata är en lavart som först beskrevs av Johannes Müller Argoviensis, och fick sitt nu gällande namn av Alexander Zahlbruckner 1931. Buellia marginulata ingår i släktet Buellia och familjen Caliciaceae.   Inga underarter finns listade i Catalogue of Life.